# Smendes I.
Smendes I. war der Begründer und damit der erste ägyptische König (Pharao) der 21. Dynastie (Dritte Zwischenzeit) und regierte etwa von 1070 bis 1044 v. Chr. Er folgte auf Ramses XI. und etablierte die Hauptstadt in Tanis im nordöstlichen Nildelta, während die Hohepriester des Amun in Theben und Oberägypten eine bedeutende Machtstellung innehatten.

## Herkunft und Einordnung
Seine Herkunft, Stellung und historische Einordnung sind sehr umstritten. Er ist möglicherweise ein Sohn des Herihor und der Nedjmet. Womöglich heiratete er neben seiner ersten Frau Tentamun auch Henuttaui Q, eine jüngere Tochter Ramses’ XI., wodurch er legitimer Thronfolger des alternden Königs ohne hinterbliebene Söhne wurde.

## Herrschaft
Nach Manetho hat er 26 Jahre regiert. Dies sah man durch die Nennung eines 25. Jahres auf der Stele der Verbannten bestätigt, was aber zweifelhaft ist.
Smendes I. war wohl Militärbefehlshaber und Regent von Unterägypten in den letzten Regierungsjahren Ramses’ XI. Er lebte und arbeitete in Tanis, das 20 km nördlich von Pi-Ramesse liegt und vermutlich dessen Hafen war. Nach seiner Regierungsübernahme verlegte er die Residenz nach Tanis, er residierte aber auch in Memphis. Der Fund eines seiner Kanopenkrüge in der Nähe von Tanis lässt vermuten, dass er auch dort beerdigt wurde.
In der Erzählung des Wenamun werden er und seine Gemahlin Tentamun als „Pfeiler, die Amun für den Norden des Landes aufgestellt hat“ bezeichnet. In der Erzählung ist von einer Fahrt des Wenamun mit dem Schiff nach Byblos die Rede, bei der Holz für eine Barke des Amun in Karnak beschafft werden soll. Er wird aber ausgeraubt. Smendes bezahlt trotzdem den Kaufpreis. Das fünfte Jahr, in dem Wenamun abreist, bezieht man meist auf Ramses XI. (= sein 23. Jahr). Deshalb kann Smendes I. bis dahin auch nicht als Pharao bezeichnet werden (Name nicht in Kartuschen). Das oben genannte Jahr und ein auf Sargetiketten in Theben genanntes sechstes Jahr kann aber auch auf Smendes I. bezogen werden (fehlende Kartuschen in diesem Text nicht relevant). Ob Tanis zu diesem Zeitpunkt schon Hauptstadt war, hängt davon ab, ob man Smendes I. zu diesem Zeitpunkt schon als Herrscher sehen kann oder ob erst nach dem Tode Ramses XI. die Hauptstadt von Pi-Ramesse nach Tanis verlegt wurde.
Unter dem in Tanis regierenden Smendes war Oberägypten politisch und wirtschaftlich nahezu unabhängig und wurde von den Hohepriestern des Amun verwaltet. Der Pharao wurde aber als Oberherrscher anerkannt, was die Inschrift einer Stele in den Steinbrüchen von Dibabieh in der Nähe von Gebelen belegt. Der Haupttext berichtet in Form der Königsnovelle, wie der König über Zerstörungen des Luxor-Tempels durch Flutungen Informiert wurde, Anweisungen gab, diese zu reparieren (deshalb die Arbeit in den Steinbrüchen), und über den Erfolg der Mission informiert wurde. Interessanterweise residierte der König laut Inschrift in Memphis (und nicht wie anzunehmen in Tanis).
Pinudjem I. wurde etwa zur Zeit der Thronbesteigung Smendes' I. Hohepriester des Amun in Theben und war vielleicht sein Neffe. Die Beziehungen zwischen Tanis und Theben blieben freundschaftlich und waren verwandtschaftlich wohl eng verbunden und wurden durch Eheschließungen weiter gestärkt, so wurde Hentaui A, eine Tochter Smendes' I., mit Pinudjem I. vermählt.